# 1239 км (Башкортостан)
1239 км (баш. 1239 км) — упразднённое в 2005 году поселение Истякского сельсовета Янаульского района Республики Башкортостан.

## История
Поселение появилось при строительстве железной дороги. В селении жили семьи тех, кто обслуживал инфраструктуру Горьковской железной дороги.
Закон «О внесении изменений в административно-территориальное устройство Республики Башкортостан в связи с образованием, объединением, упразднением и изменением статуса населённых пунктов, переносом административных центров» от 20 июля 2005 года № 211-з., ст.1 гласил:

4. Упразднить следующие населённые пункты:
39) в Янаульском районе:
г) поселение железнодорожная казарма 1239 км Истякского сельсовета

## География
В поселении был расположен остановочный пункт 1239 километр (разобран).

### Географическое положение
Расстояние до:
Расстояние до:
- районного центра (Янаул): 15 км,
- центра сельсовета (Истяк): 8 км,
- ближайшей железнодорожной станции (Янаул): 15 км.

## Население
На 1 января 1969 года проживали 26 человек; преимущественно башкиры (Башкирская АССР: административно-территориальное деление на 1 января 1969 года. — Изд. 5-е. — Уфа: Башкирское книжное издательство, 1969. С.343).